# Jaynet Kabila
Jaynet Désiré Kabila Kyungu (nacida el 4 de junio de 1971) es hija de Laurent-Désiré Kabila, expresidente de la República Democrática del Congo y hermana gemela de Joseph Kabila, el actual presidente. Kabila fue elegida como miembro del Parlamento de la República Democrática del Congo en 2011, el mismo año que su otro hermano, Zoé Kabila. A través de los Panama Papers en 2016 se quedó revelado que es copropietaria de una importante empresa de telecomunicaciones congoleña a través de filiales en el exterior.

## Primeros años
Janet Kabila y su hermano gemelo, Joseph Kabila, nacieron el 4 de junio de 1971, hijos de Sifa Mahayana y Laurent-Désiré Kabila. Aunque su padre eventualmente se convertiría en presidente del país, en el momento del nacimiento de Janet Kabila, Laurent Kabila era un líder rebelde luchando contra las fuerzas del gobierno de Zaire. Por esta razón, se sabe poco sobre los primeros años de Kabila, pero su hermano ha afirmado que nació en la aldea de Hewa Bora en la región de Fizi de la República Democrática del Congo, pero también se alega que los gemelos realmente nacieron en Tanzania.

## Carrera
Janet Kabila se hizo una figura pública por primera vez en 2011 cuando fue elegida diputada de la Asamblea Nacional Congoleña, representando a Kalemie como independiente.
A pesar de su perfil generalmente bajo, Kabila es una figura poderosa en la política congoleña, como dueña del conglomerado mediático congoleño Digital Congo. Y a partir de 2015 ha sido descrita como el miembro más influyente del séquito de su hermano.
En marzo de 2024, Jaynet Kabila fue entrevistada por la inteligencia militar. Tras una búsqueda en la sede de la fundación dedicada a su difunto padre, Laurent-Désiré Kabila, en Kinshasa.

## Panama Papers
El 3 de abril de 2016, el proyecto de informes de investigación Panama Papers reveló que Kyungu contrató a la firma de abogados Panmanian Mossack Fonseca para crear una compañía llamada Keratsu Holding Limited en Niue el 19 de junio de 2001, pocos meses después de que su hermano se convirtiera en presidente. Según los documentos publicados, Kyungu era codirectora de Keratsu Holding Limited junto con el empresario congoleño Kalume Nyembwe Feruzi, hijo de un aliado cercano del padre de Kyungu, Laurent-Désiré Kabila.
Keratsu Holding Limited posee una participación del 19 por ciento en Wireless Network SPRL, que a su vez tiene una participación del 49 por ciento en Vodacom Congo SPRL.